# لقلقيات
لقلقيات الشكل تقليديا، أدرج في رتبة اللقلقيات العديد من الطيور المتنوعة والتي لها نفس الشكل برقبة طويلة والأرجل الخواضة في الماء ومنها : اللقلق ، مالك الحزين ، البلشون ، أبو منجل ، أبو ملعقة . ومن المعروف أن هذه الرتبة من الطيور ظهرت في وقت متأخر من العصر الإيوسيني . وفي الوقت الحاضر أدرجت فقط في هذه الرتبة اللقلق وحده، وهي تمتاز بطول منقارها وصوتها المميز .
- لها رتبة وحيدة:
  - تحت رتبة اللقلقية Ciconiae مثل اللقلق . ولا يجب الخلط بين تحت رتبة اللقلقية ورتبة اللقلقيات.

قد يختلط لدى البعض التمييز بين اللقلقيات والبلشونيات، وأسهل طريقة للتفريق بينهما، إنما يكون من طيرانها - فطيور اللقلقية Ciconiae تطير ورأسها وعنقها ممتدان إلى الأمام، أما طيور البلشونيات Ardeidae فتطير ورأسها وعنقها ملتو على شكل حرف S. وكانت طيور البشاروش تعتبر من تحت رتبة اللقلقيات، ولكنها الآن تنتمي إلى طيور البط والأوز.

## المصدر
1. 1 2  IOC World Bird List Version 6.3 (بالإنجليزية), 21 Jul 2016, DOI:10.14344/IOC.ML.6.3, QID:Q27042747
2. 1 2  World Bird List: IOC World Bird List (بالإنجليزية) (6.4th ed.), International Ornithologists' Union, 2016, DOI:10.14344/IOC.ML.6.4, QID:Q27907675